# رابادیارمات
رابادیارمات (به مجاری:  Rábagyarmat) یک شهرداری در مجارستان است که در واش واقع شده‌است. رابادیارمات ۱۶٫۷۹ کیلومتر مربع مساحت و ۸۳۶ نفر جمعیت دارد.